# Chiesa di San Pietro Apostolo (Tramonti)
La Chiesa di San Pietro Apostolo è una chiesa di Tramonti, sorge nella frazione di Figlino. Consacrata sotto il titolo di santa Maria Annunziata, assunse la denominazione odierna dopo che nel 1811 divenne sede parrocchiale.

## Storia

### Edificazione della primitiva chiesa di San Pietro
Tra l'VIII e il IX secolo, molto probabilmente per opera di alcuni monaci bizantini, vennero edificati un brefotrofio e una chiesa, oggi l'attuale cripta in stile bizantino. Di questa primitiva costruzione è conservata la zona absidale, costituita di un'abside maggiore e di due minori, in una delle quali è conservato un affresco del Cristo Pantocratore.

### Edificazione della nuova chiesa di San Pietro
Tra il XIII e il XIV secolo, la famiglia del Core volle edificare una nuova chiesa dedicata a san Pietro con diritto di patronato. Per volere della stessa famiglia la chiesa fu realizzata con la facciata rivolta verso il proprio palazzo Nobiliare, in posizione sopraelevata alla quale si accedeva tramite una scalinata (la stessa che tutt'oggi porta dalla piazza al sagrato della chiesa). Per poter realizzare la chiesa in posizione sopraelevata fu necessario interrare quasi totalmente la primitiva chiesa bizantina. L'edificazione della nuova chiesa portò a un'intera modifica del centro del borgo di Figlino, il quale venne ricostruito più a monte.

### Edificazione della chiesa della Santissima Annunziata
Nel 1448 venne fondata una confraternita di laici intitolata alla santissima Annunziata e insieme a essa venne costruita, dalla confraternita stessa e con l'approvazione dell'arcivescovo mons. Palearia, la cappella della Santissima Annunziata a lato della chiesa parrocchiale di San Pietro. 
Per poter accedere alla cappella dalla scalinata fu necessario aprire un varco nel campanile. 
Il nucleo originale della cappella fu ampliato dalle varie famiglie della confraternita per fondare qui le proprie cappelle gentilizie. Nella visita pastorale di mons. Simplicio Caravita del 1698 si legge che la chiesa era una grancia di Santa Maria della Pietà del casale di Pendolo, nella quale si conservava il Santissimo Sacramento della chiesa di San Michele Arcangelo.

#### Realizzazione degli stucchi e del pavimento
Il 22 giugno 1763 la confraternita commissionò allo stuccatore napoletano Nicola Sommillo, quasi sicuramente allievo di Domenico Antonio Vaccaro, le decorazioni  barocche che ornano la navata. Il Sommillo aveva già ricevuto nel 1761 l'incarico di decorare la chiesa di San Felice di Tenna. 
Nel 1786 la confraternita commissionò un pavimento in maioliche policrome di Capodimonte in stile rococò, il cui disegno venne affidato a Domenico del Core, mentre la realizzazione a Ignazio Chiaiese, artista napoletano che aveva già realizzato i pavimenti delle chiesa di San Benedetto di Amalfi e della  chiesa di San Giovanni Battista di Campinola.

### La sede parrocchiale nell'Ottocento
(Archivio di stato di Salerno, Busta 2476, f.lo 72, anno 1811)
Nel 1811 la chiesa parrocchiale di San Pietro Apostolo, costruita dalla famiglia Del Core, era in stato in stato di degrado e pertanto la sede parrocchiale venne trasferita nella chiesa della Santissima Annunziata.
Nel 1880 l'ormai ex chiesa parrocchiale di San Pietro venne abbandonata, lasciando definitivamente il titolo di chiesa parrocchiale alla chiesa della Santissima Annunziata che oggi per tale motivo è designata con il nome di San Pietro Apostolo.

### I restauri della facciata
Nella metà del Novecento la chiesa fu interessata da lavori di restauro che modificarono, tra l'altro, la facciata, come si scoprì durante i lavori di restauro del 2017, quando furono portati alla luce alcuni elementi coperti dal restauro degli anni 1950.

## Descrizione
La chiesa di San Pietro Apostolo è ubicata della parte più alta della frazione di Figlino del Comune di Tramonti. La chiesa è a pianta pseudobasilicale, non ha transetto ed è divisa in tre navate.

### Interno
La navata centrale è coperta da una volta a botte con al centro un affresco rappresentante la Trinità, la vergine Maria e san Pietro. L'intera chiesa e decorata con stucchi in stile barocco della scuola del Vaccaro. Sulla parete di fondo dell'abside due angeli sorreggono l'affresco dell'Eterno Padre.

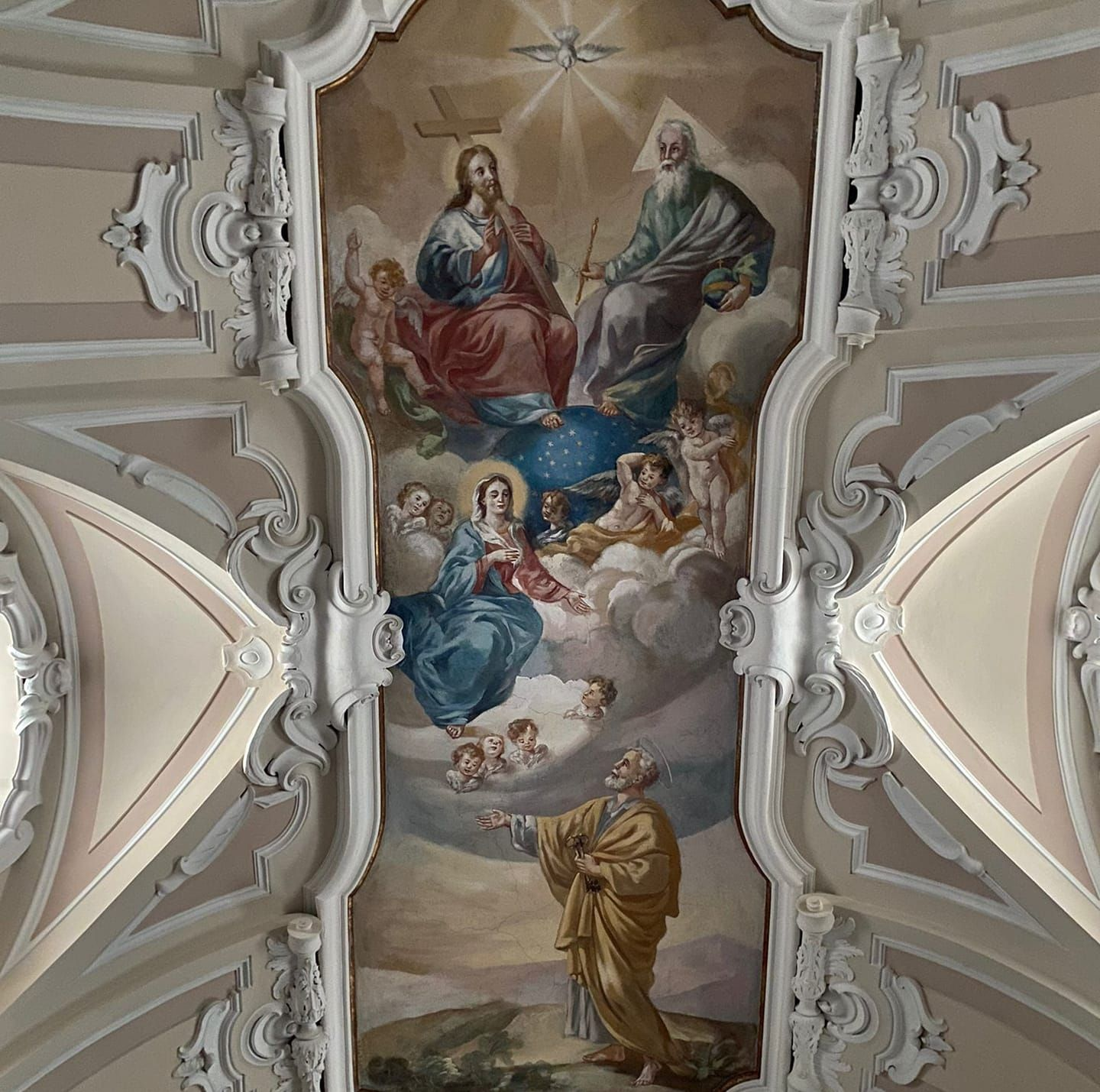
L'affresco della volta della navata centrale

### Pavimento
Il pavimento è in maioliche policrome settecentesche di Capodimonte raffigurante scene di pavoni. In molti punti le maioliche consumate sono state sostituite da mattonelle in cotto.

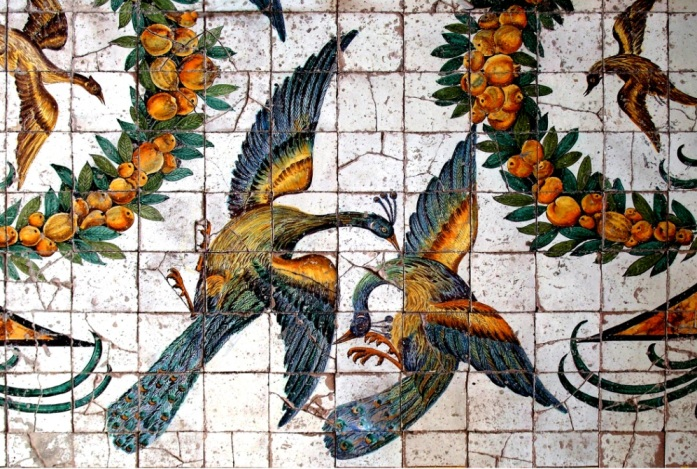
Particolare del pavimento in maioliche

### Campanile
Il campanile, in stile moresco è formata da quattro livelli di cui tre a pianta quadrata e l'ultimo a base ottagonale, ogni livello è caratterizzato da un'apertura ad arco e da un marcapiano.